# Becoming (Abigail Williams)
Becoming è il terzo album della symphonic black metal band statunitense Abigail Williams, pubblicato il 24 gennaio 2012 dall'etichetta discografica Candlelight Records.

## Tracce
1. Ascension Sickness – 11:12
2. Radiance – 5:33
3. Elestial – 8:12
4. Infinite Fields of Mind – 10:11
5. Three Days of Darkness – 2:27
6. Beyond the Veil – 17:31

### Bonus Track
1. Akasha - 5:33 solo per l'edizione iTunes

## Formazione
- Zach Gibson - batteria
- Ken Sorceron - chitarra, voce
- Ian Jekelis - chitarra
- Griffin Wotawa - basso